# Neonicotinoide
Els neonicotinoides són una classe d'insecticides que actuen sobre el sistema nerviós central dels insectes amb una baixa toxicitat per als mamífers. Els insecticides neonicotinoides inclouen acetamiprid, clotianidin, dinotefuran, imidacloprid, nitenpyram, tiacloprid o tiametoxam. Els neonicotinoides estan entre els insecticides més àmpliament usats al món, però recentment l'ús d'alguns membres d'aquesta classe ha estat restringit en alguns països (han estat prohibits a França. Alemanya i Itàlia) per la seva connexió amb la síndrome del despoblament dels ruscos de les abelles.

## Mode d'acció
Els neonicotinoides afecten el sistema nerviós central dels insectes, causant-ne la paràlisi i la mort. Com que els neonicotinoides bloquegen una ruta neurològica específica que és més abundant en els insectes que en els animals de sang calenta, aquests insecticides són selectivament més tòxics en insectes que en mamífers. Estan enllaçats a un lloc específic, el receptor acetilcolina nicotínic postsinàptic i no hi ha registres de resistència creuada als insecticides carbamats, organofosfats, o piretroides, cosa que els fa importants en la gestió de la resistència als insecticides. Com a grup són efectius contra àfids xucladors però també contra insectes mastegadors com Coleoptera i alguns Lepidoptera (papallones).
Alguns dels compostos químics dins d'aquesta classe s'ha demostrat que persisteixen per diversos anys i els residus s'han detectat en les plantes durant alguns anys després de l'aplicació d'aquests insecticides. Estudis fets a Europa a finals de la dècada de 1990 suggereixen que els residus neonicotinoides es poden acumular en el pol·len i el nèctar i ser un risc per als pol·linitzadors. A Europa s'ha vist que moren abelles per aquesta causa.

## Ús
Imidacloprid és potser l'insecticida més àmpliament usat en el món. S'aplica al sòl, les llavors, la fusta tallada i les plagues dels animals de companyia com també en tractaments foliars en conreus de cereals, cotoner, patates, etc.
És un insecticida sistèmic. Aplicat en plantes d'arròs les fa més susceptibles a l'atac d'insectes xucladors.
Thiamethoxam (TMX) és la segona generació de neonicotinoides i pertany a la subclasse tianicotinil. És ràpidament translocable en els teixits de les plantes tractades, també és sistèmic.